# Wladislaus II van Bohemen
Wladislaus II (Praag, rond 1110 - Meerane, 18 januari 1174), uit het geslacht der Přemysliden, was de oudste zoon van hertog Wladislaus I van Bohemen en Richeza van Berg. Na de dood van zijn oom Soběslav I van Bohemen in 1140 werd hij door de standen uitgeroepen tot hertog van Bohemen. Vanaf 1158 mocht hij zich koning noemen van keizer Frederik I Barbarossa.
Wladislaus was tweemaal gehuwd. Zijn eerste vrouw werd in 1140 Gertrudis van Oostenrijk, dochter van markgraaf Leopold III van Oostenrijk. Zij stierf in 1150 en liet hem de volgende kinderen na:
- hertog Frederik
- Agnes
- Svatopluk
- Vojtěch
- Adelbert (1145-1200), aartsbisschop van Salzburg

De tweede maal huwde Wladislaus in 1153 Judith, dochter van landgraaf Lodewijk I van Thüringen. Zij hadden de volgende kinderen:
- hertog Ottokar I (1155-1230)
- hertog Wladislaus Hendrik (1160-1222)
- Richsa

## Voorouders
| Voorouders van Wladislaus II van Bohemen | Voorouders van Wladislaus II van Bohemen                                 | Voorouders van Wladislaus II van Bohemen                             | Voorouders van Wladislaus II van Bohemen                            | Voorouders van Wladislaus II van Bohemen                            |
| ---------------------------------------- | ------------------------------------------------------------------------ | -------------------------------------------------------------------- | ------------------------------------------------------------------- | ------------------------------------------------------------------- |
| Overgrootouders                          | Břetislav I van Bohemen (1002-1055) ∞ Judith van Schweinfurt (1003-1058) | Casimir I van Polen (1016-1058) ∞ Dobrognewa van Kiev (1012-1087)    | Poppo van Berg (-) ∞ Sofia(-)                                       | Diepold II van Vohburg (1070–1122) ∞ Lutgard van Zähringen (-)      |
| Grootouders                              | Vratislav II van Bohemen (1035-1092) ∞ Swatawa van Polen (1048-1126)     | Vratislav II van Bohemen (1035-1092) ∞ Swatawa van Polen (1048-1126) | Hendrik I van Berg (1073-1122) ∞ Adelheid van Mochental (-)         | Hendrik I van Berg (1073-1122) ∞ Adelheid van Mochental (-)         |
| Ouders                                   | Wladislaus I van Bohemen (1070-1125) ∞ Richeza van Berg (1095-1125)      | Wladislaus I van Bohemen (1070-1125) ∞ Richeza van Berg (1095-1125)  | Wladislaus I van Bohemen (1070-1125) ∞ Richeza van Berg (1095-1125) | Wladislaus I van Bohemen (1070-1125) ∞ Richeza van Berg (1095-1125) |
| Wladislaus II van Bohemen (1110-1174)    |                                                                          |                                                                      |                                                                     |                                                                     |